# Lisitchani
Lisitchani (en macédonien Лисичани) est un village de l'ouest de la Macédoine du Nord, situé dans la municipalité de Plasnitsa. Le village comptait 1153 habitants en 2002.

## Démographie
Lors du recensement de 2002, le village comptait :
- Turcs : 1 126
- Albanais : 10
- Macédoniens : 6
- Autres : 11